# فيك هوبكينز
فيك هوبكينز (21 يناير 1911 في المملكة المتحدة - 6 أغسطس 1984) (بالإنجليزية: Victor Hopkins)‏ هو لاعب كريكت بريطاني (وحمل سابقاً جنسية المملكة المتحدة لبريطانيا العظمى وأيرلندا). لعب مع نادي مقاطعة غلوستر للكريكت ‏.

## وصلات خارجية
- فيك هوبكينز على موقع إي آس بي آن كريك إنفو (الإنجليزية)